# Surroj alközség
Surroj alközség Albánia északkeleti részén, Kukës városától légvonalban 12, közúton 24 kilométerre délnyugati irányban, a Fekete-Drin bal partján található. Kukës megyén belül Kukës község része, központja Surroj falu. Az alközség további települései: Aliaj, Çinamak és Fusharra. A 2011-es népszámlálás alapján az alközség népessége 1099 fő.
Az alközség területén, Çinamak határában tárták fel Északkelet-Albánia egyik legjelentősebb, a bronzkor végétől az i. e. 1. századig használt temetkezési helyét, amely hatvanhét halomsírt foglal magában. A vélhetően a dardánokhoz köthető temető anyatelepülése nem ismert, de a gazdag sírmellékletek alapján a kereskedelmi utak metszéspontjában fekvő vidék népessége erős gazdasági alapokon nyugvó, fejlett társadalomban élt. A kora középkorban itt élt népesség temetőjét szintén feltárták a régészek. Az újkorban Surroj az Észak-Albániában kevésbé elterjedt szúfi szerzetesrend, a halvetik egyik központja volt, ahol még a 19. század végén is állt egy tekke.